# Rouellé
Rouellé ist eine Ortschaft und eine Commune déléguée in der französischen Gemeinde Domfront en Poiraie mit 183 Einwohnern (Stand: 1. Januar 2022) im Département Orne in der Region Normandie.
Mit Wirkung vom 1. Januar 2016 wurden die früheren Gemeinden Domfront, La Haute-Chapelle und Rouellé zu einer  Commune nouvelle mit dem Namen Domfront en Poiraie zusammengelegt, die in der neuen Gemeinde den Status einer Commune déléguée haben. Der Verwaltungssitz befindet sich im Ort Domfront. Die Gemeinde Rouellé gehörte zum Arrondissement Alençon und zum Kanton Domfront.

## Lage
La Haute-Chapelle liegt etwa 42 Kilometer westnordwestlich von Alençon. Die Einwohner werden Rouelléens genannt.

## Bevölkerungsentwicklung
| Jahr                      | 1962 | 1968 | 1975 | 1982 | 1990 | 1999 | 2006 | 2013 |
| Einwohner                 | 338  | 301  | 262  | 245  | 218  | 213  | 202  | 199  |
| Quelle: Cassini und INSEE |      |      |      |      |      |      |      |      |

## Sehenswürdigkeiten
- Kirche Saint-Pierre-Saint-Paul-et-Notre-Dame aus dem 19. Jahrhundert
- Schloss L’Hyvonnière